# El caballero negro (serie de televisión)
Black Knight (El caballero negro en España, en hangul, 택배기사; RR: Taekbaegisa) es una serie de televisión surcoreana escrita y dirigida por Cho Ui-seok, y protagonizada por Kim Woo-bin, Esom, Song Seung-heon y Kang You-seok. Su emisión por la plataforma Netflix, prevista para 2022, se aplazó al 12 de mayo de 2023.

## Sinopsis
La serie está ambientada en el año 2071, en un mundo donde el aire está contaminado y las personas dependen de máscaras para respirar. Solo el uno por ciento de la raza humana ha sobrevivido y se ha establecido una estricta estratificación social en las tierras desérticas de la península de Corea. Los repartidores juegan un papel crucial dentro de este sistema, y para los refugiados, hacer entregas es la única esperanza de sobrevivir. En medio del caos, Black Knight narra la historia del legendario repartidor 5‑8, que cuenta con habilidades de batalla excepcionales, y de Sa-wol, un niño refugiado que sueña con seguirle los pasos.

## Reparto

### Principal
- Kim Woo-bin como el legendario repartidor 5-8.[3][4]
- Esom como Seol-ah, una oficial del Comando de Inteligencia de Defensa. Seol-ah le salva la vida a Sa-wol y lo cuida como si fuera su propia familia.[4][5]
- Kang You-seok como Sa-wol, un niño refugiado y admirador de 5‑8 que sueña con convertirse en repartidor.[4][6][7]
- Song Seung-heon como Ryu Seok, el único heredero del Grupo Cheon Myung, que gobierna el mundo con el oxígeno como arma, en un mundo caótico donde es imposible vivir sin bombonas de oxígeno.[8]

### Secundario
- Kim Eui-sung como un mecánico, protector de Sa-wol.[9][10]
- Park Jun-hyuk.
- Jin Kyung como Chae Jin-kyung, la presidenta del país.[11][10]
- Roh Yoon-seo como Seul-ah, la hermana menor de Seol-ah, que ha vivido con Sa-wol y su familia.[12]
- Nam Kyung-eup como Ryu, el presidente del Grupo Cheon Myung y padre de Ryu Seok.[12]
- Lee Sang-hee.
- Lee Hak-joo.
- Lee Sung-wook como el Sr. Oh, el asistente directo de Ryu Seok
- Lee Joo-seung como «Inútil», un refugiado amigo de Sa-wol.[13]
- Jung Eun-seong como «Tonto», un refugiado amigo de Sa-wol.
- Lee Sang-jin como «Retonto», un refugiado amigo de Sa-wol.

#### Repartidores del Caballero Negro
- Lee Yi-dam como 4-1.[14]
- Bae Yoo-ram como 5-7.
- Lee Soon-woncomo 3-3.
- Heo Hyeong-gyu como 1-3.
- Bae Myung-jin como 2-4.
- Tu In-hyuk como 4-2.
- Jang Mi-gwan como 5-2.
- Yoo Hyuk-jae como 8-9.
- Yang Jeong-doo como 8-2.
- Han Sang-gil como 7-3.
- Zo Zee-an como 6-3.

## Producción
La serie está basada en el webcómic homónimo, ganador del E-IP Pitching en el Asian Film Market de 2018. El coste de producción fue estimado en junio de 2022 en 25 000 millones de wones.
Kim Woo-bin y Esom aceptaron los papeles protagonistas el primero en julio de 2021, y la segunda a principios de agosto. Netflix confirmó la producción de la serie y los nombres de los tres protagonistas con un anuncio del 11 de enero de 2022, y el 10 de febrero se incorporó al reparto Song Seung-heon.
El 29 de marzo de 2023 Netflix anunció que la serie se estrenaría el 12 de mayo, y lanzó el segundo cartel de la misma. El 3 de mayo publicó nuevos fotogramas de la serie con algunos personajes nuevos.